# General MIDI
Il General MIDI (GM) è un modo convenzionale di organizzare i timbri su numeri di programmi (program change) stabilito dalle case costruttrici di tastiere o expander sonori (strumenti musicali). Per esempio, selezionando il programma "01" su qualsiasi tastiera GM si ottiene sempre un suono di pianoforte e selezionando "50" si ottiene sempre una sezione di archi. I suoni sono in totale 128. Le simulazioni dei timbri possono essere generate sia in modo analogico, sia mediante oscillatori, sia attraverso una sintesi digitale, cioè con campionamenti. Ogni numero di programma può avere anche dei sottoinsiemi o "variazioni".
È questa tabella organizzata e unificata di suoni contenuta nei sintetizzatori GM a permettere la corretta lettura delle basi musicali in formato MIDI tra vari dispositivi. Le maggiori case costruttrici di moduli sonori che utilizzano il GM sono Roland, Korg, Farfisa, Casio, Solton e Yamaha.